# ジェイ・インターナショナル
株式会社ジェイ・インターナショナルは、日本の出版社である。旧社名は株式会社モール・オブ・ティーヴィー。
かつては、スカパー!プレミアムサービスでテレビショッピング専門チャンネル「MALL OF TV」を運営していたが、2014年7月をもって放送終了している。

## 沿革
1996年4月、郵政省より委託放送事業者（現衛星一般放送事業者）の認定を受け、同年11月にパーフェクTV!（現スカパー!プレミアムサービス）にて「MALL OF TV」放送開始。
2014年7月1日、ジャック・メディア（後のジャック・メディア・キャピタル）より出版事業を譲受。同年7月31日、「MALL OF TV」の放送を終了。
2016年7月1日、商号を株式会社ジェイ・インターナショナルへ変更。

## 主な発行誌
- Soup.
- KERA
- Gothic&Lolita Bible（モール・オブ・ティーヴィーMOOK）